# Newark Assembly
Newark Assembly (NAP) was een autoassemblagefabriek van Chrysler in Newark (Delaware) in de Verenigde Staten.
Chrysler kocht het terrein in 1938 om er een onderdelendistributiecentrum te vestigen. In 1951 werd er ook een fabriek gebouwd, die tanks ging produceren. In 1957 werd deze geconverteerd tot een autofabriek.
In 1980 werd sluiting van de fabriek afgewend toen een nagnoeg bankroet Chrysler een lening van vijf miljoen dollar kreeg van de staat Delaware. De fabriek werd met het geld omgebouwd voor de productie van een nieuwe, competitieve lijn op basis van het K-platform. Deze lijn redde Chrysler in de jaren 1980 van de ondergang.
Van juli 1996 tot september 1997 lag “Newark Assembly” stil. Met een investering van 623 miljoen dollar werd de fabriek omgebouwd voor de productie van de Dodge Durango, die daar vanaf 1998 plaatsvond. De ombouw was tevens gericht op flexibiliteit, om snel nieuwe modellen in productie te kunnen nemen. Verder werd 319 miljoen dollar gestoken in een nieuwe verfspuiterij, een nieuw opleidingscentrum en een verbeterde testbaan.
In 2006 kreeg de vestiging met de nieuwe Chrysler Aspen een tweede model toegewezen. De tegenvallende verkoop van de Durango en de Aspen, inclusief hybrideversies van beide, bracht Chrysler ertoe de fabriek in 2008 te sluiten. Het aangrenzende onderdelendistributiecentrum werd dat jaar eveneens gesloten.
In 2009 sloot de Universiteit van Delaware een akkoord over de aankoop van het terrein dat gebruikt zou worden voor onderzoek en ontwikkeling en toekomstige uitbreidingen.

## Gebouwde modellen
| Afbeelding | Model                                  | Periode             |  | Afbeelding | Model                                    | Periode   |
| ---------- | -------------------------------------- | ------------------- |  | ---------- | ---------------------------------------- | --------- |
|            | Valiant                                | 1960                |  |            | Dodge Dart Dodge Lancer Plymouth Valiant | 1960-1964 |
|            | Dodge Monaco                           | 1974-1977           |  |            | Dodge Aspen                              | 1976-1980 |
|            | Dodge Aries Plymouth Reliant           | 1981-1988           |  |            | Chrysler Town & Country                  | 1982-1988 |
|            | Chrysler LeBaron sedan cabriolet/coupe | 1982-1988 1992-1995 |  |            | Dodge Spirit Plymouth Acclaim            | 1989-1995 |
|            | Dodge Intrepid Chrysler Concorde       | 1993-1996           |  |            | Dodge Durango                            | 1998-2008 |
|            | Chrysler Aspen                         | 2006-2008           |  |            |                                          |           |